# Prelatura
Una prelatura és una part de l'Església Catòlica composta per fidels amb un prelat al capdavant, de la mateixa manera que un bisbe està al capdavant d'una diòcesi. Una prelatura pot ser territorial, personal o honorífica.

Model d'escut d'armes dels prelats "di Fiocchetto".

## Tipus de prelatures

### Prelatura territorial
Les prelatures territorials són una part de l'Església (en la terminologia canònica, "una porció del Poble de Déu"), delimitada territorialment. L'Església l'encomana, per especials circumstàncies, a un prelat que la regeix de la mateixa manera que un bisbe a una diòcesi. El Codi de Dret Canònic la defineix al cànon 370. Hi ha desenes de prelatures territorials.
Hi ha desenes de prelatures territorials, com les de Cancún-Chetumal, São Félix do Araguaia, Calama, Yauyos, Illapel o Ayaviri.

### Prelatura personal
Les prelatures personals són una part de l'organització eclesial, de naturalesa secular –no vinculada a les ordes i congregacions religioses–, creades pel Concili Vaticà II, regulades per Pau VI al Motu proprio Ecclesiae Sanctae i acollides al cànon 294-297 del Codi de Dret Canònic del 1983. Cada prelatura personal es regeix pels estatuts que li hagin estat donats per la Santa Seu, que confia el seu govern a un prelat, com a ordinari propi per a dur a terme obres peculiars missionals o pastorals en diferents àmbits.
La primera i actualment única prelatura personal de l'Església Catòlica és Opus Dei, aprovada per Joan Pau II amb la constitució apostòlica Ut sit del 1982. El papa de l'església catòlica hi va estimar el principi de santificar el treball professional ordinari i de fer-ne instrument d'apostolat, segons un informa als bisbes del 1982. El 14 de juliol de 2022 el papa Francesc va publicar el motu proprio Ad charisma tuendum pel qual en suprimeix l'estatut de diòcesi sense territori i la sotmet al Dicasteri per al Clergat. Aposta per un estil de govern més carismàtic i menys centralitzat en el cap jeràrquic.